# 横浜町立横浜中学校
横浜町立横浜中学校（よこはまちょうりつよこはまちゅうがっこう）は、青森県上北郡横浜町にある公立中学校。

## 沿革
- 1947年（昭和22年）
  - 4月1日 - 横浜村立横浜小学校校舎に併設する形で、横浜村立横浜中学校開校。
  - 4月21日 - 開校式挙行。
  - 11月3日 - 校章制定。
- 1950年（昭和25年）6月18日 - 林ノ脇79番地に独立校舎落成し、移転。
- 1954年（昭和29年）4月1日 - 横浜第二町立開校により、百目木・吹越・豊栄平・善知鳥・大明神の各学区を分離。
- 1957年（昭和32年）11月7日 - 校歌制定。
- 1958年（昭和33年）4月1日 - 横浜村の町制施行により、横浜町立横浜中学校と改称。
- 2004年（平成16年）
  - 同年度 - 新校舎建築[2]。
  - 12月 - 統合される横浜第二中学校と共に閉校式挙行[1]。
- 2005年（平成17年）4月 - 統合横浜中学校開校式挙行[3]。

## 生徒数
2022年（令和4年）5月1日現在
| 学年 | 1年 | 2年 | 3年 | 特別支援 | 合計 |
| ---- | --- | --- | --- | -------- | ---- |
| 学級 | 1   | 1   | 1   | 2        | 5    |
| 生徒 | 22  | 30  | 25  | 5 (内数) | 77   |

## 学区
- 横浜町全域

## 周辺
- 国道279号